# Silen (distrikt)
Silen (bulgariska: Силен) är ett distrikt i Bulgarien.   Det ligger i kommunen Obsjtina Stambolovo och regionen Chaskovo, i den södra delen av landet, 230 km sydost om huvudstaden Sofia.
Trakten runt Silen består till största delen av jordbruksmark. Runt Silen är det glesbefolkat, med 19 invånare per kvadratkilometer.